# Pholcus turcicus
Pholcus turcicus är en spindelart som beskrevs av Jörg Wunderlich 1980. Pholcus turcicus ingår i släktet Pholcus och familjen dallerspindlar.
Artens utbredningsområde är Turkiet. Inga underarter finns listade i Catalogue of Life.